# Пиго-Лебрен
Пиго́-Лебре́н (фр. Pigault-Lebrun или Pigault-Le Brun; настоящее имя Антуан Пиго де л’Эпинуа; Antoine Pigault de l'Épinoy; 1753—1835) — французский романист, современник французской революции, в своё время очень популярный автор более 70-ти романов и не менее плодовитый драматург. На русский язык романы и пьесы Пиго-Лебрена переводились часто, причём его называли Пиго ле-Брюнь, Пигольт-Лебрюн, Пиголе-Брюн, Пиголт и пр. Его романы были оценены Белинским как «остроумные».

## Биография и творчество
Из семьи судьи города Кале. Учился в коллеже города Булонь-сюр-Мер, затем был направлен в Париж изучать право, но предпочёл писательское дело. Был актёром, солдатом, таможенным чиновником. Напечатал свыше 70-ти романов, из которых более известны «L’enfant du carnaval» (1792), «Les barons de Felsheim» (1798), «La folie espagnole» (1799) и «M. Botte» (1802), a из комедий — «Le pessimiste» (1789), «L’amour de la raison» (1799), «Les rivaux d’eux-mêmes» (1798). Его романы и драмы вместе с «Mélanges littéraires et critiques» (1816) были объединены в 20-томное собрание сочинений («Œuvres complètes»; 1822—1824).
Ходили слухи, что некоторые романы он написал в сотрудничестве со своим другом, членом законодательного собрания во время Революции Пьером Понтаром (1749—1832).
Умер в Ла-Сель-Сен-Клу (La Celle-Saint-Cloud), похоронен на парижском кладбище Пер-Лашез (участок 8). Дед драматурга Эмиля Ожье (1820—1889) и прадед поэта и писателя Поля Деруледа (1846—1914).

## Произведения

### Романы
- «Опасность от излишней мудрости» (рус. изд. М., 1789 с указанием автора как Пиголт и без имени переводчика); другой перевод «Бесполезно излишне умствовать : Сказка переведённая с немецкого языка» (Кострома: тип. Н.Сумарокова, 1793)
- «L’Enfant du carnaval» (1792)
- «Бароны Фельсгейма» («Les Barons de Felsheim», 1798; в рус. пер. «Прекрасный паж, или арестант в Шпандау», М., 1811—1812; 1816—1817)
- «Le Cordonnier de Damas Ou La Lanterne Magique, Piece Curieuse» (1798)
- «Angélique et Jeanneton» (1799)
- «Мой дядя Фома» («Mon oncle Thomas», 1799)
- «Сто двадцать дней, или Четыре новости» («Les Cent-vingt jours»; 1799; русский перевод Евграфа Лифанова, СПб., 1806)
- «La Folie espagnole» (1799)
- «Господин Кенлень» («M. de. Kinglin», 1800; русский перевод Евграфа Лифанова: М., 1810[6])
- «Теодор, или Перуанцы» («Théodore, ou Les Péruviens», 1800; рус. пер. М., 1804)
- «Métusko, ou Les Polonais» (1800)
- «Господин Бот» («M. Botte»; 1802; рус. пер. Н. Левицкого 1828)
- «Jérôme» (1804)
- «La Famille Luceval, ou Mémoires d’une Jeune Femme qui n’était pas jolie» (1806)
- «L’Homme à projets» (1807)
- «Une Macédoine» (1811)
- «Tableaux de société» (1813)
- «Adélaïde de Méran» (1815)
- «Le Garçon sans souci», совм. с R. Perrin (1816)
- «M. de Roberval et l’Officieux» (1818)
- «Nous le sommes tous» (1819)
- «L’Observateur, ou monsieur Martin» (1820)
- «Le Beau-père et le gendre, avec son gendre Augier» (1820)
- «La Sainte-Ligue» (1829)

«Услужливый маркиз, или Подарок в день свадьбы» (М., 1819); «Валентин» (М., 1820)

### Пьесы (комедии)
- «Il faut croire à sa femme» (изд. и поставлена в Голландии, 1786; позже в Париже под названием «Jaloux corrigé»).
- «Le Pessimiste» (одноактная пьеса в стихах, 1789)
- «La mere rivale» (1 акт в прозе; 1791)
- «Les Dragons et les Bénédictines» (водевиль, 1791)
- «Charles et Caroline» (5 акт. в прозе; 1792)
- «L’orphelin» (3 акт. в прозе; 1793)
- «Les Dragons en cantonnement» (водевиль, 1794)
- «Les moeurs, ou le divorce» (1 акт в прозе; 1795)
- «L’esprit follet, ou le cabaret des Pyrénées» (1 акт в прозе; 1796)
- «Claudine de Florian» (3 акт. в прозе; 1797)
- «Майор Палмер» (драма, «Le Major Palmer», 1797; рус. пер. Вельяшев-Волынцева, М., 1811)
- «L’amour de la raison» (1799)
- «Les rivaux d’eux-mêmes» (в прозе, 1798)
- «Французский Мемнон, или чрезмерное пристрастие к мудрости» («Le Memnon français, ou la Manie de la Sagesse»; 1 акт в прозе; 1816)

### Прочее
- «Mélanges littéraires et critiques» (1816, 2 т.)
- «Цитатник» («Le Citateur»; Гамбург, 1803, 2 т.; подвергся цензуре) — подборка афоризмов, в основном Вольтеровских, антирелигиозного содержания.
- «Histoire de France abrégée, à l’usage des gens du monde» (1823—1828, 8 т.)
- «Contes à mon petit-fils» (1831, 2 т.)